# گووتیی (میسیسیپی)
گووتیی (به انگلیسی: Gautier) شهری در ایالت میسیسیپی کشور ایالات متحده آمریکا است که جمعیت آن در سرشماری سال ۲۰۱۰ میلادی، ۱۸٬۵۷۲
نفر بوده‌است.